# (6492) 1991 OH1
A (6492) 1991 OH1 a Naprendszer kisbolygóövében található aszteroida. Henri Debehogne fedezte fel 1991. július 18-án.